# Théorème de Laguerre
Pour les articles homonymes, voir Laguerre.
En mathématiques, le théorème de Laguerre est un théorème d'analyse pour approcher les zéros d'un polynôme. Ce théorème doit son nom à Edmond Laguerre.
Théorème de Laguerre (cas réel) — 
Si {\textstyle P(x)=\sum _{i=0}^{n}a_{i}x^{i}} est un polynôme unitaire de degré {\displaystyle n}, ayant {\displaystyle n} racines réelles, alors ces racines sont toutes dans l'intervalle {\displaystyle [u,v]} où {\displaystyle u} et {\displaystyle v} sont les racines du polynôme 
Ce théorème est un cas réel du théorème de Gauss-Lucas[Comment ?].
Théorème de Laguerre (cas complexe) — 
Soit {\displaystyle f(z)=z^{n}+a_{n-1}z^{n-1}+...+a_{0}} un polynôme unitaire de degré {\displaystyle n} à coefficients complexes. Considérons un point {\displaystyle z_{0}} tel que {\textstyle f'(z_{0})\neq 0}. Alors, il existe au moins une racine de {\displaystyle f} dans le disque fermé centré en {\displaystyle z_{0}} et de rayon {\textstyle n{\frac {|f(z_{0})|}{|f'(z_{0})|}}}.

## Note
1. ↑  Laguerre Edmond Nicolas, français, 1834-1886, sur le site de Serge Mehl
2. ↑  (en) Abdul Aziz, « A new proof of Laguerre's theorem about the zeros of polynomials », Bulletin of the Australian Mathematical Society, vol. 33, no 1,‎ 1986, p. 131-138 (DOI 10.1017/S0004972700002951, lire en ligne)